# Ружа Ћук
Др Ружа Ћук (Грачац, 1949 — Београд, 2007) је била један од водећих српских историчара за област средњег века и Дубровника.

## Порекло и образовање
Рођена је 18. септембра 1949. године у Грачацу у Лици.

Основну школу завршава у родном Грачацу, а гимназију у Загребу. 
 
Дипломирала је 1973. године на Филозофском факултету (Група за историју) у Београду. 

Као одличан студент, добитник је Октобарске награде за изванредно урађен и одбрањен дипломски рад. 
 
Исте године је уписала постдипломске студије на истом факултету, где је магистрирала (1977), а докторирала (1984) код свог ментора (историчара) проф. др Симе М. Ћирковића (1929-2009).
Умрла је 16. септембра 2007. године у Београду са непуних 58. година живота.

## Радна биографија
У Историјском институту САНУ је радила од 1974. године, прошавши кроз сва научна звања од асистента приправника до научног саветника.

Др Ружа Ћук је годинама истраживала у Дубровачком архиву, Архиву САНУ, Историјском архиву у Котору, а кратко време и у Државном архиву у Венецији.
Као широко образовани интелектуалац, велики ерудита и историчар, она се, на основу нове (и дотад непознате архивске) грађе, бавила проучавањем историје српских земаља у средњем веку. 
 
У њеном богатом и разноврсном научном опусу могу се уочити две крупне тематске целине: у прву се убрајају радови посвећени политичкој и привредној историји српске Деспотовине, а у другом су обухваћени политички и економски односи Србије са Дубровником, Венецијом и Западном Европом у средњем веку. 
 
Сви њени радови из наведених тематских целина, засновани на систематским истраживањима нове и раније непознате архивске грађе, уз нов, креативан, методолошки приступ, омогућују да се са много појединости прати процес урастања домаћих трговаца из Србије (доспелих у дубровачку корпорацију Антунина ) у привредни и друштвени живот Дубровника. 
 
У исто време то је једини начин да се сазна нешто више и о постојању и процесу формирања грађанских породица у градовима средњовековне Србије и Босне. 
 
Упоредо с наведеним остварењима из привредне и друштвене историје, пратећи развој појединих породица, дала и драгоцен допринос проучавању демографских кретања, једној од најприоритетнијих тема савремене историографије. 
 
Зато сви њени радови, како по сложености проблематике, коју обрађују, тако и по начину методолошке обраде, сведоче да се радило о зрелом и веома успешном научном раднику, поред кога и није било погодније личности да руководи једним од кључних научно-истраживачких пројеката Историјског института, под насловом: „Србија и медитерански свет у позном средњем веку“.

## Научни допринос
Ружин највећи допринос националној историјској науци је њен капитални (и веома обиман) рад о средњовековним српским породицама у Дубровнику. 

Др Ружа Ћук је била и сарадник Енциклопедије српске историографије, Биографског речника Матице српске, Енциклопедије православља и Лексикона српског средњег века у којима је објавила већи број лексикографских јединица из области којом се бавила, а и шире.